# Campeonato Europeu de Futebol Feminino Sub-19 de 2015
O Campeonato Europeu de Futebol Feminino Sub-19 de 2015 foi a 18ª edição do torneio europeu de futebol feminino destinado a atletas com menos de 19 anos de idade. A disputa aconteceu em Israel entre os dias 15 e 27 de julho e serviu de qualificação para a Copa do Mundo de Futebol Feminino Sub-20 de 2016

Na final a Suécia bateu a Espanha por 3−1 e conquistou o seu terceiro título continental.

## Premiação
| Campeonato Europeu de Futebol Feminino Sub-19 de 2015 |
| Suécia                                                |
| ----------------------------------------------------- |
| Suécia Campeã (3° título)                             |

## Fase final
| Grupo | País       |
| ----- | ---------- |
| A     | Israel     |
| A     | Dinamarca  |
| A     | França     |
| A     | Suécia     |
| B     | Inglaterra |
| B     | Noruega    |
| B     | Espanha    |
| B     | Alemanha   |